# Apparitions mariales de San Nicolás
Les apparitions mariales de San Nicolás désignent les événements survenus de 1983 à 1990 dans la ville de San Nicolás de los Arroyos en Argentine, où une femme de 46 ans, mère au foyer, Gladys Herminia Quiroga de la Motta dit avoir été témoin d'apparitions de la Vierge Marie. La Vierge, sous l'aspect de Notre-Dame du Rosaire portant l'Enfant-Jésus, lui est apparue à de nombreuses reprises et lui a délivré environ 1 800 messages.
Rapidement informé, l'évêque du lieu, Dominique Salvador Castagna (es), ouvre une première enquête canonique qui étudie les faits et « les messages » transmis par la voyante, mais il ne prend pas de décision à l'issue. Il met cependant en place un accompagnement pastoral des fidèles (qui commencent à se rassembler autour de la voyante) pour accompagner le mouvement de dévotion. Au tout début de 1986, des fidèles organisent un premier pèlerinage mensuel qui par la suite rassemble des dizaines de milliers de pèlerins. L'évêque y prend part dès la première année. Dans les années suivantes, l’Église catholique va donner des marques de reconnaissance implicite des apparitions, comme la construction d'un sanctuaire et le couronnement canonique de la statue, avant de les reconnaître officiellement le 22 mai 2016.

## Historique

### Le contexte

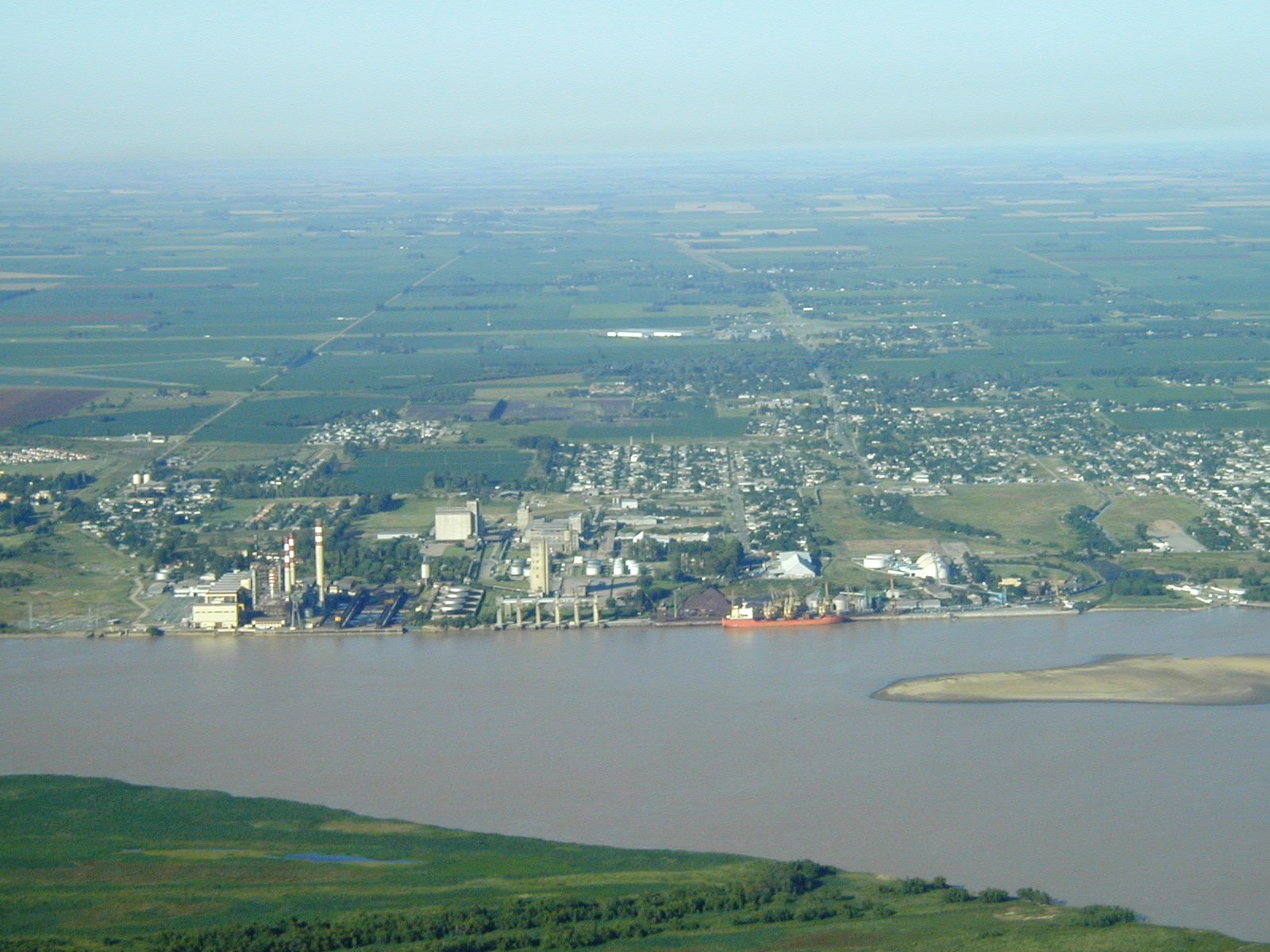
Vue aérienne de la ville de San Nicolás de los Arroyos.

Gladys Herminia Quiroga de la Motta est née le 1er juillet 1937. Elle a interrompu sa scolarité à l'âge de 11 ans. Elle est mariée à un ouvrier métallurgiste et est mère de deux filles. Le couple habite à San Nicolás de los Arroyos, à 260 km de la capitale Buenos Aires. Gladys a une instruction élémentaire, et elle sait tout juste lire et écrire,.
La paroisse « Notre-Dame du Rosaire » est construite au XVIIIe siècle. En 1884, une femme apporte de Rome une grande statue de Notre-Dame du Rosaire, qu'elle a faite bénir par le pape Léon XIII. Cette statue est l'objet de la vénération des fidèles. En 1947, l'église devient la cathédrale du nouvel évêché. À une date indéterminée, la dévotion à la Vierge du Rosaire tombe en désuétude, la statue est abandonnée et entreposée dans le clocher de l'église. Elle tombe dans l'oubli,.
Le récit et le contenu des apparitions est connu par le récit de la voyante et l'enquête canonique réalisée par les autorités de l’Église pour authentifier l'événement.

### Récit des apparitions

#### Premières apparitions

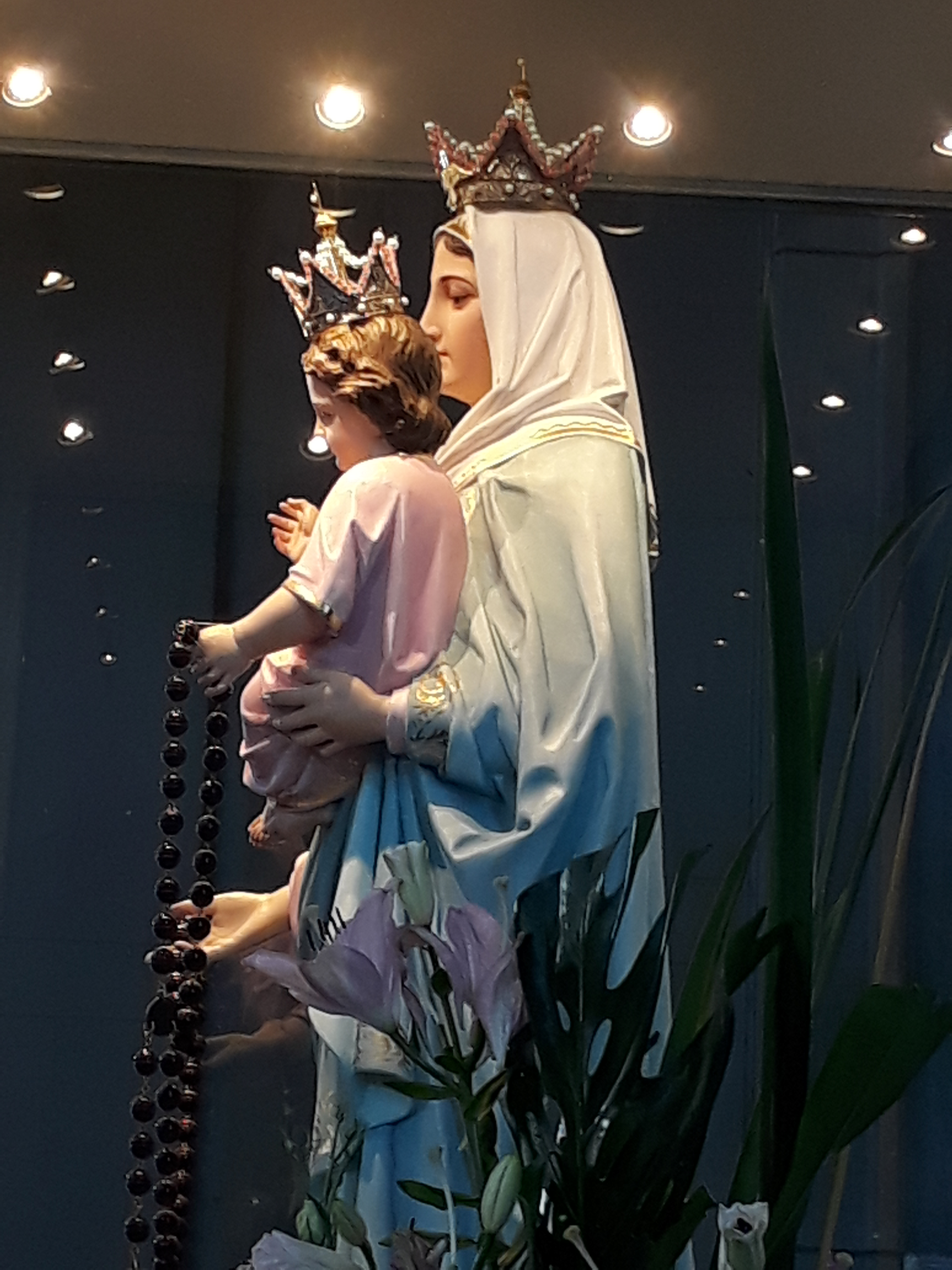
Statue de Notre-Dame du Rosaire dans le sanctuaire marial.

Le 24 septembre 1983, Gladys voit son chapelet « s'illuminer » à son domicile,. Le lendemain, le 25 septembre, alors qu'elle récite son chapelet, Gladys « voit la Vierge » vêtue d'une robe bleue, portant l'Enfant-Jésus dans ses bras, tous deux entourés d'une lumière extraordinaire. Aucune parole n'est échangée, mais l'apparition lui tend un chapelet,.
Le 28 septembre Gladys dit être témoin d'une nouvelle apparition de la Vierge. L'apparition reste à nouveau silencieuse.

#### Les apparitions
La voyante rapporte que le 7 octobre 1983, la Vierge lui montre un sanctuaire. Avec cette vision, Gladys dit comprendre « que la Mère de Dieu désire habiter ici, parmi les hommes ». Le 13 du mois d'octobre la Vierge lui apparait à nouveau, et pour la première fois, Gladys entend une parole : « Tu as été fidèle. Ne crains pas, viens me trouver, et avec moi, la main dans la main, tu feras un long chemin ». Quelques semaines plus tard, Gladys et des voisines voient le grand chapelet suspendu au-dessus de son lit s’illuminer subitement. Les personnes présentes décident alors de prier collectivement le chapelet chaque jour,.
À partir du 19 octobre, la voyante dit recevoir chaque jour des messages de la Vierge Marie et des indications sur des passages de la bible à méditer. Ce jour-là, le « message de la Vierge » évoque le texte biblique de Ézéchiel 2,4-10. Au cours de tout le cycle des apparitions, jusqu'à leur fin le 11 février 1990, la voyante rapporte 1 800 messages et citations bibliques que lui aurait rapportés la Vierge.
Les apparitions se succèdent à un rythme soutenu, parfois une par jour. La voyante rapporte qu'elle a pu toucher Marie et sentir la chaleur de son corps. Certains jours les témoins rapportent des parfums inexpliqués durant l'apparition. La voyante indique pour sa part qu'elle a identifié un « intense parfum de roses ».
Le 15 novembre la voyante rapporte la parole de la Vierge : « Je suis la Patronne de cette région. Faites valoir mes droits ». Elle invite Gladys à contacter son évêque diocésain pour lui rapporter ses paroles. La voyante demande à l'apparition : « Voulez-vous une chapelle ou un sanctuaire ? ». « Les écritures le disent » répond la Vierge en citant Ézéchiel 25,8 « Ils me feront un sanctuaire et j'habiterai au milieu d'eux ». Et la Vierge de rajouter : « Je ne demande pas la splendeur. Je demande une maison spacieuse »,.
Le soir du 24 novembre 1983, Gladys accompagnée de sa fille et de quelques amis se rend sur le lieu où la Vierge aurait demandé l'érection du sanctuaire. Il fait déjà nuit. Le site est dégagé. D'après les témoins, « un rayon de lumière est brusquement "tombé" sur le lieu désigné par l'apparition ». Ce signe se renouvelle plusieurs fois, jusqu'à la pose de la première pierre en 1986. Après la construction du sanctuaire, des témoins rapportent que « plus d'une fois, une clarté insolite tombe du soleil pour envelopper d'une nuée lumineuse le chœur de l’église »,.
Le 27 novembre, Gladys retrouve une statue de Notre-Dame du Rosaire, dans la cathédrale de San Nicolas, abandonnée et mise de côté dans le clocher de l'édifice. Cette statue, bénie par le pape Léon XIII en 1884, avait à l'époque été installée dans cette église, est alors en mauvais état, mais d'après la voyante, « elle ressemble trait pour trait à l'apparition ». La voyante entend alors une voix qui lui dit « On m'a oubliée [..] Je veux être sur les bords du Paraná »,,.
À la suite de l'apparition du 8 novembre 1984 la voyante raconte : « Aujourd'hui comme jamais auparavant, je sens que je dois dire comment je vois la Bienheureuse Vierge Marie. Ce n'est pas une beauté facile à décrire : elle est belle, et en Elle cette beauté va de pair avec l'humilité, la force, la pureté et l'Amour, comme ceci : avec une majuscule, car tout l'amour du monde ne couvre pas l'amour qu'elle éprouve pour ses enfants. Quand elle commande, je sens la force qu'elle a en elle. Quand elle donne des conseils, je ressens son amour maternel. Et quand elle dit qu'elle souffre pour ses enfants loin du Seigneur, elle me transmet sa tristesse ».
Le 2 décembre 1984, Gladys dit recevoir une demande de la Vierge de faire frapper une médaille à son image avec, sur la face avant, le titre Notre-Dame du Rosaire de San Nicolás, et sur la face arrière, la Sainte Trinité avec 7 étoiles. Plus tard, Marie expliquera à Gladys, selon elle, que les 7 étoiles représentent « les sept grâces que mon Fils Jesus accordera à ceux qui la portent sur le torse »,.

#### Dernières apparitions
Le 13 mai 1989, toujours à l'occasion de l'anniversaire des apparitions de Fátima, la Vierge dit à Gladys : « Aujourd'hui comme alors, à Fátima, je suis de nouveau ici pour visiter la terre, même si [ces visites] sont plus fréquentes et prolongées, car l'humanité vit des moments très dramatiques »,.
Les apparitions prennent fin le 11 février 1990 le jour de la fête de Notre-Dame de Lourdes. Ce jour-là, la voyante rapporte les paroles suivantes : « Mes chers enfants, je vous propose de suivre mes indications pas à pas : priez, réparez, ayez confiance. Bénis soient ceux qui cherchent dans la prière un refuge pour leurs âmes. Bénis soient ceux qui réparent les offenses graves que reçoit mon Fils. Bénis soient ceux qui ont confiance en l'amour de cette Mère. Tous ceux qui auront confiance en Dieu et en Marie seront sauvés. Gloire à Dieu. Prêche-le ».

#### Apparitions du Christ
Du 15 novembre 1983 au 30 décembre 1989 Gladys dit voir le Christ à 78 reprises, et recevoir de lui des messages. Parmi les paroles « du Christ » rapportées par la voyante, nous pouvons citer, :
- « Je suis le Semeur. Récoltez les moissons. Elles seront abondantes »[8].
- « Si cette génération n’écoute pas ma Mère, elle périra. Demande à tous de l’écouter »[3].
- « Aujourd’hui, j’avertis le monde, parce que le monde ne s’en rend pas compte : les âmes sont en danger. Beaucoup sont perdues. Peu trouveront le salut à moins qu’elles ne m’accueillent comme leur Sauveur. Ma Mère doit être accueillie. Ma Mère doit être écoutée dans la totalité de ses messages… J’ai choisi le Cœur de ma Mère pour que ce que je demande soit accompli. Les âmes viendront à moi par son Cœur immaculé »[3].
- « Dans le passé, le monde a été sauvé par l’arche de Noé. Aujourd’hui, l’arche, c’est ma Mère. C’est par elle que les âmes se sauveront, parce que je les conduirai à moi. Qui refuse ma Mère me refuse »[3].

### La voyante
Dès le début des apparitions, la voyante, Gladys, s'est comportée humblement et de façon discrète. D'après les autorités religieuses, elle s’est « toujours mise à la disposition de l’Église, partageant les messages avec les autorités ecclésiastiques et se soumettant à leur volonté ». Son attitude, qualifiée « d'édifiante » par l'évêque se caractérise par une vie humble, cachée, fidèle à la grâce reçue, dans une obéissance inconditionnelle à l'autorité légitime de l’Église,.
L'évêque lui même déclare : « La saine réserve, la docilité envers les autorités ecclésiastiques ainsi qu’une absence évidente de mise en avant et d’orgueil ont été remarquées en la personne que la Sainte Mère a invitée à transcrire ses messages ».
En 1984, Gladys « reçoit les stigmates ». Elle continue à mener une vie pieuse et discrète, habitant dans une maison modeste à proximité du sanctuaire où elle vient assister très régulièrement à la messe. De nombreux pèlerins viennent déposer, devant sa maison, dans une boite aux lettres spéciale, des intentions de prières (à l’intention de la Vierge).

## Suites et conséquences des événements

### Enquêtes canoniques
Le 16 novembre 1984 les stigmates apparaissent sur le corps de Gladys. Elle commence à souffrir « la Passion du Christ ». Puis les stigmates disparaissent. Ils vont apparaitre et disparaitre chaque année, durant les temps de l'Avent et du Carême. La voyante vit cette stigmatisation « comme une épreuve en union aux souffrances du Christ ». Les médecins examinent la voyante et ils voient « le sang sourdre de dessous les poignets, à l'endroit précis du crucifiement »,,. Les tests et contrôles médicaux mettent en évidence la réalité des plaies, leur apparition et leur disparition apparemment inexplicables. Les responsables de l’Église locale notent « les effets positifs [de cette stigmatisation] sur sa vie de prière et d'offrande de la voyante ».
Une commission d'enquête canonique est instituée par l'évêque en avril 1985. Ses conclusions sont publiées le 25 octobre suivant : dans les faits de San Nicolas « seule la Vierge est importante. Il n'est question que d'Elle : de sa dévotion et de sa vénération ». La commission ajoute que « les messages transmis par la voyante ne contiennent aucune erreur doctrinale ». Mais la commission n'émet pas de conclusion à son enquête,. D'après René Laurentin, nombre de spécialistes (biblistes, théologiens, etc.) sans expérience du discernement spirituel, ont abordé les faits de l'extérieur, du point de vue de leur discipline, c'est pourquoi ils ne se sont pas exprimés globalement sur le phénomène des apparitions. D'après Bruno Cayentano, les « conseils et messages spirituels » reçus par Gladys, « s'inscrivent dans la meilleure orthodoxie catholique ». Ces 1804 messages ont été rassemblés et publiés dans trois volumes. Ceux-ci sont disponibles au centre de Diffusion du Mouvement Marial (à San Nicolas). Ces textes ont reçu l'approbation de Dominique Salvador Castagna.
Des guérisons ont été enregistrées par un « bureau médical » mis en place pour examiner scientifiquement les dossiers, comme ce fut le cas à Lourdes. En août 1990, dix cas très documentés sont constatés, comme ceux d'Oscar Arnaldo Paolini (atteint d'un cancer du larynx) ou celui de Garciela Canet (photo-traumatisme des yeux).
Ces guérisons, et d'autres ainsi que des faits difficilement explicables « à la seule lumière des données naturelles » ont été soumis à examens et à l'étude de l'autorité ecclésiastique.

### Reconnaissance par l’Église catholique

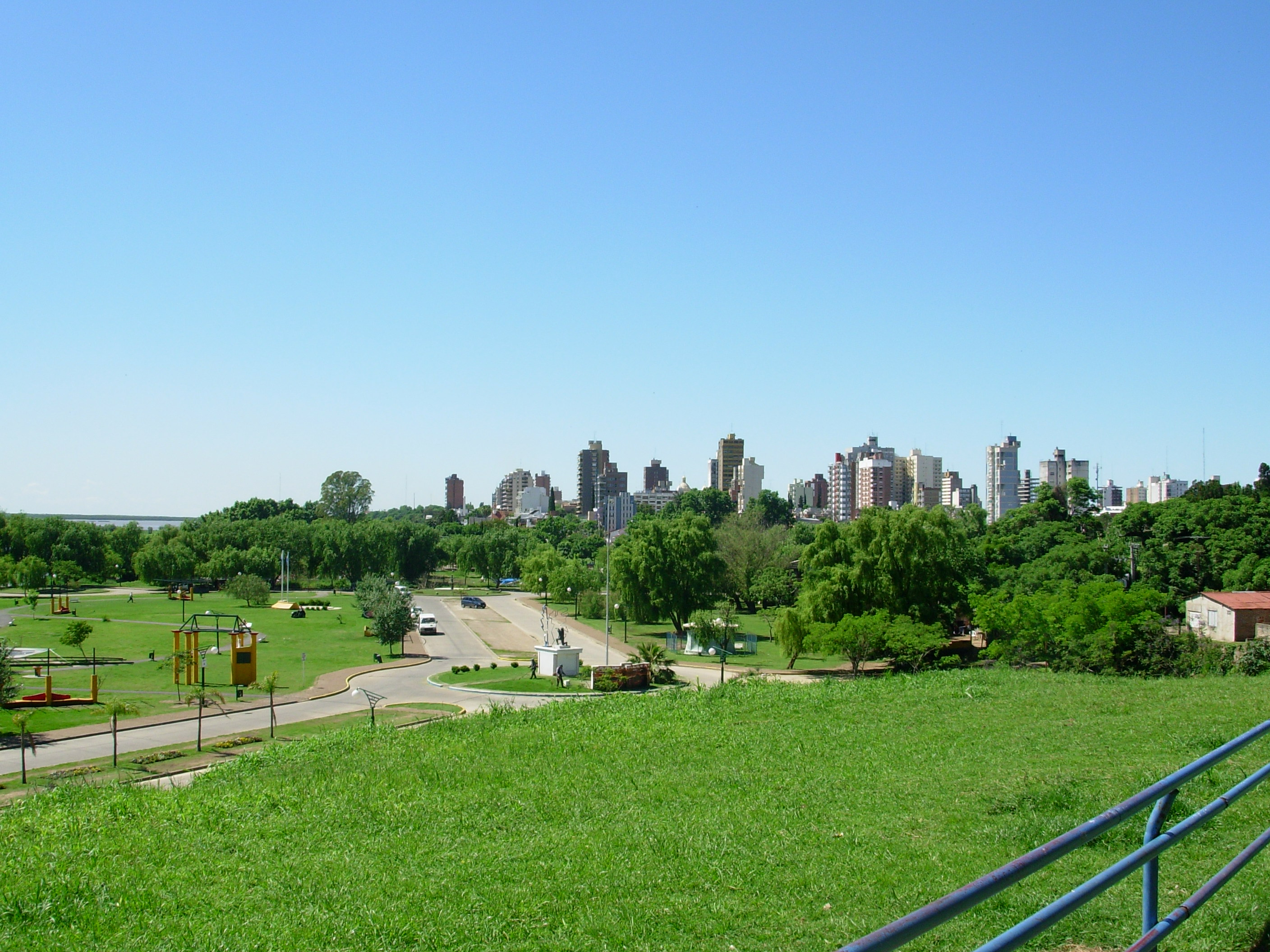
Vue de la ville depuis El Campito destination des pèlerinages.

Marques de reconnaissance implicite
Avant même la reconnaissance canonique faite en 2016, les différents évêques du lieu avaient donné des marques indirectes de reconnaissance des apparitions sous différentes formes :
- À partir de 1986, une procession mensuelle est organisée de la cathédrale au lieu de construction du futur sanctuaire. Dès la seconde session, Dominique Salvador Castagna, évêque de San Nicolas, (puis ses successeurs) y participe. Cette procession regroupe des dizaines et parfois des centaines de milliers de fidèles. Après la procession, ceux-ci assistent à l'Eucharistie, en extérieur[15].
- En fin d'année 1986, la construction du futur sanctuaire est lancé. L'évêque en personne bénit la première pierre. À cette occasion il déclare : « Le développement de l'événement nous offre la certitude que Dieu y manifeste une Providence spéciale par le moyen de la Vierge »[4],[15].
- Le 28 décembre 1987, l'évêque autorise la fondation d'un Institut de vie consacrée au service du pèlerinage : Les Filles de Marie du Rosaire de San Nicolas[4].
- Le 19 mars 1989, la statue de Notre-Dame du Rosaire, que la voyante déclare être l'image fidèle de l'apparition est transférée en procession dans le nouveau sanctuaire marial[N 5]. Bien que l'évêque d'alors n'ait jamais « officiellement reconnu les apparitions », ni même simplement « autorisé officiellement le culte », il participe néanmoins à toutes les étapes de la vie du sanctuaire. Le 25 juillet 1990, il va même jusqu'à déclarer : « Le fait de San Nicolas, par ses fruits spirituels, a prouvé son authenticité »[17],[13].
- En 2009, la statue de Notre-Dame du Rosaire est couronnée officiellement par les autorités ecclésiastiques[15].

Mgr Castagna revient deux fois par an à la procession mensuelle du 25 mai et du 25 septembre. Son successeur, Mario Luis Maulion a fait de même durant la période où il était à ce poste. Mgr Cardelli, poursuit lui aussi cette tradition.
Reconnaissance canonique
Les apparitions de la Vierge du Rosaire à San Nicolas de los Arroyos, en Argentine, ont été reconnues, dimanche 22 mai 2016, par l’évêque diocésain, Hector Sabatino Cardelli (es), dans son homélie lors la fête de la Sainte Trinité. Mgr Cardelli a ainsi déclaré qu'il reconnaissait officiellement le « caractère surnaturel et digne de foi » de l’apparition, au terme de douze années de discernement et d’analyses approfondies,. Par un décret intitulé « Déclaration à propos du jugement définitif sur la présence de Notre-Dame du Rosaire de San Nicolás », et daté de ce même jour, Mgr Cardelli, en vertu du pouvoir qui lui est conféré, déclare avoir « la certitude suffisante pour conclure que l’événement marial de San Nicolás de los Arroyos revêt un caractère surnaturel et qu'il est digne de foi »,. Il a repris le message la Vierge transmis à la voyante assurant que « Dieu s’est arrêté à San Nicolás, nous apportant le parfum de Marie »,.
Conformément aux normes de discernement définies par le Saint-Siège (pour le jugement des révélations privées) : « aucune nouvelle révélation publique n’est dès lors à attendre avant la manifestation glorieuse de Notre Seigneur Jésus-Christ ». Ainsi, l'évêque a cité le Catéchisme de l’Église catholique rappelant que « les révélations privées n’appartiennent pas au dépôt de la foi, et que leur fonction n’est pas d’améliorer ou de compléter la Révélation définitive du Christ, mais d’aider à en vivre plus pleinement, à une certaine époque de l’histoire »,.
Le prélat a expliqué qu'il avait jugé l'événement selon deux critères : « Positif et négatif et dans les deux cas il n'y avait pas d'erreurs » et il a précisé qu'il avait fait un discernement sur trois critères particuliers : « L'événement est-il d'origine naturelle ? Serait-ce l'œuvre de l'ennemi ? Est-ce d'origine surnaturelle ? ». Les réponses à ces questions ont donné à l'évêque « la certitude que le fruit qui dépasse la simple action humaine est réel et positif ».

### Le sanctuaire

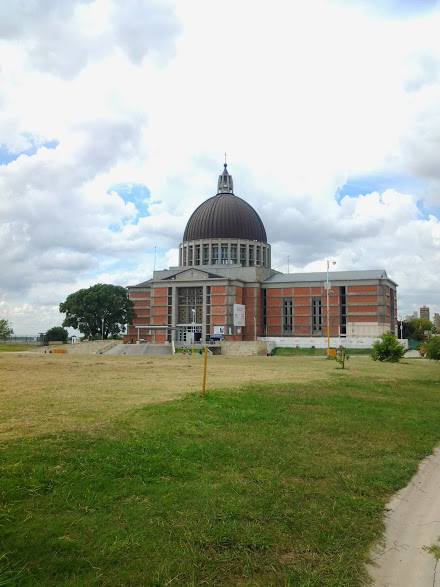
Vue du sanctuaire Notre-Dame du Rosaire construit à la suite des apparitions.

Le sanctuaire a été créé à la demande de la voyante Gladys Herminia Quiroga de la Motta. Avant la mise en construction du sanctuaire, une procession mensuelle était organisée depuis la cathédrale jusqu'au Campito (où sera construit le sanctuaire). Cette procession regroupe des dizaines et parfois des centaines de milliers de fidèles. Après la procession, ceux-ci assistent à l'Eucharistie sur le terrain de la future église. Le 25 septembre 1986, Dominique Salvador Castagna, évêque du lieu pose la première pierre du sanctuaire. Les travaux débutent le 13 octobre. La première partie du sanctuaire est consacrée par l’évêque le 25 octobre 1988 et les travaux sont complètement terminés en 1990,,. Un premier recteur est installé dans le sanctuaire pour gérer l'accueil et la pastorale des fidèles. Le 19 mars 2016, le P. Luis Fernando Prieto prend sa succession.
Le sanctuaire est un des lieux de pèlerinage les plus fréquentés d'Argentine accueillant chaque année des centaines de milliers de pèlerins venant de tout le pays et de l'étranger. L'accueil des pèlerins et la prise en charge des malades sont assurés par les Fils et les Filles de Marie, institut de vie consacrée fondé en 1987. Un bureau médical est institué, pour gérer les déclarations de « miracles médicaux », tout comme cela est fait à Lourdes.

### Influence économique et sociale
Le sanctuaire est un des lieux de pèlerinage les plus fréquentés d'Argentine. Le nombre de visiteurs annuel est estimé à plusieurs centaines de milliers venant de tout le pays ainsi que de l'étranger.
Ainsi, le 25 septembre 2007, pour le 24e anniversaire des apparitions, quelque 500 000 fidèles se sont rendus dans le sanctuaire et ont participé aux festivités en présence du maire de la ville et des autorités religieuses du pays. Un feu d'artifice a été tiré au petit matin dans le cadre de ces festivités.
Selon Joachim Bouflet et Philippe Boutry, « la vie de la cité de San Nicolas qui comptait plus de 100 000 habitants au début des apparitions a été profondément modifiée ». Selon ces auteurs, « la religiosité de la population s'est approfondie, et des œuvres sociales, éducatives et caritatives, ont été mises sur pied à partir des messages reçus par la voyante ». Ces actions sociales ont permis, toujours selon Bouflet et Boutry, en améliorant les conditions matérielles et morales de nombreuses personnes, la réinsertion et la prise en charge d'exclus et de marginaux, et ont fait diminuer la délinquance urbaine.

## Message spirituel et dévotion

### Fruits spirituels
Pour les responsables catholiques, les « fruits spirituels » de ces apparitions sont très nombreux : groupes de prière, conversions, pèlerinages suivis par des milliers de personnes chaque 25 du mois. Les responsables de la Commission Pro Templo, pour leur part indiquent que « la consécration massive des fidèles à la Vierge » est « facilement vérifiable » à partir des résultats observés : « de grandes quantités de conversions », des retours à un engagement dans une vie de foi chrétienne pour des personnes qui s'étaient éloignées de toute pratique religieuse.
Selon René Laurentin « San Nicolas est l'un des cas les plus profonds dans l'histoire des apparitions contemporaines. C'est un cas exemplaire d'une prise en charge pastorale des phénomènes spirituels où la pédagogie et le magistère de l'évêque du lieu ont su guider le peuple pas à pas, en encourageant et conduisant sa foi spontanée, après avoir fait toutes les enquêtes nécessaires et réuni une commission, mais sans faire de déclaration juridique »,.

### Message spirituel
Les messages transmis par la voyante sont extrêmement nombreux : 1 804 messages ont été répertoriés. Joachim Bouflet estime que si ces messages sont nombreux, ils sont extrêmement sobres et d'une « grande profondeur spirituelle ». Ces messages font l'objet de très nombreuses références bibliques (qui auraient été indiquées par la Vierge, d'après la voyante).
Eucharistie et sacrements
« Le cœur du message spirituel » est l'Eucharistie,. La voyante a transmis différents messages demandant que la messe soit davantage valorisée tels que : « Un bon chrétien doit se sentir obligé de participer à la Sainte-Cène, à la messe quotidienne ou au moins une fois par semaine. Durant ce temps, ce que mon fils bien-aimé nous transmet, c'est l'amour du Père et le Salut éternel, où lui-même s'offre pour nous [durant la messe] ». Ou bien : « dans la Sainte Messe nous ne recevons pas le Corps et Sang du Christ symboliquement, mais Jésus-Christ est présent et s'offre véritablement ». Lors d'une autre apparition, la Vierge demande à la voyante : « Je veux que vous alliez participer à la Messe car vous vous y nourrirez du Pain de Vie, qui ne vous apportera aucune peste venant de l'extérieur, car Jésus la détruira ».
Des messages concernent également la paix, la réconciliation, la pénitence, la prière et la volonté que Dieu a de « renouveler son alliance avec son peuple, par Marie son Arche d’alliance »,. Ainsi, dans des messages transmis par la voyante, la Vierge aurait déclaré :
- « N’ayez pas honte du péché. Mon Fils est le Sauveur des pécheurs. Ayez honte de ne pas aimer Dieu. Ayez honte de ne pas avoir confiance en Dieu ».
- « N’empêchez pas le Seigneur d’entrer dans votre vie… Il m’envoie à vous parce qu’Il désire sauver le plus possible de créatures de son Peuple ».
- « Je suis la porte du Ciel, et le secours des gens sur la terre… Je suis l’ancre saisie par les humbles, par les nécessiteux, de ceux qui se perdent et cherchent Dieu ».
- Lors d'une apparition, la Vierge énumère « ses douleurs : l'athéisme, le manque de charité, les enfants qui ne naissent pas, les incompréhensions dans les familles, le grand égoïsme de beaucoup de mes enfants dans le monde, les cœurs fermés à l'Amour de la Mère ». Quelque temps plus tôt, l'apparition demandait « des neuvaines pour l'union des familles car de nos jours les divorces se répandent de façon alarmante »[13].

Protection de l’Église
En 1985, la voyante a une vision : elle voit d'énormes monstres venir vers elle : « Ils sont horribles, certains ressemblent à des dinosaures et d'autres ressemblent à des gens, mais très laids, avec de grandes oreilles et de grosses têtes. Dès qu'ils sont très proches de moi, un mur céleste apparaît qui s'interpose entre moi et les monstres ». La Vierge explique à la voyante : « Ces monstres représentent le Malin, qui veut attaquer l'Église et le mur est mon manteau protecteur ». Lors d'une autre apparition, la Vierge demande « une neuvaine pour la Sainte Église », qui, selon elle, « subit une horrible persécution, mais qui brillera à l'avenir comme la plus brillante des étoiles ».
Continuité des précédentes apparitions
D'après les autorités religieuses, les messages issus de ces apparitions sont dans la continuité de tout ce qui a été communiqué dans toutes les apparitions mariales des 200 dernières années : ils parlent de la nécessité de la conversion des pécheurs, du retour aux sacrements de la Confession et de l'Eucharistie, de la nécessité vitale de la prière et en particulier de la prière du Rosaire, enfin, de la prière pour la paix et l'amour du prochain. Dans l'un des messages, la Vierge dit : « Certains d'entre vous diront : "Rien de nouveau dit le Seigneur". Je dis : tout est nouveau, parce que rien n'est pratiqué, il semble que l'on ne sache rien de Dieu ». Et dans un autre message : « Dans ces endroits du monde où j'ai donné mes messages, il me semble avoir prêché dans les cimetières, car il n'y avait pas eu la réponse que le Seigneur voulait ». Les messages donnés lors des apparitions de Lourdes et de Fatima  sont souvent cités et repris par la voyante,. Certains auteurs soulignent que le Cardinal Ratzinger déclarait pour sa part en 2010 (en évoquant les spéculations autour du fameux troisième Secret) que « quiconque pense que la mission prophétique de Fatima est terminée se serait trompé ». Selon le futur pape, cette vision prophétique restait d'actualité compte tenu des  « conditions dramatiques que vit l'humanité, conjuguée à une intensification des visites de la Mère [Marie] à ses enfants ». Pour sa part, Mgr Cardelli a déclaré en 2014 que « dans les révélations privées confiées à Mme Gladys de Motta par la Sainte Vierge, celle-ci, d'une façon simple et dans un langage adapté à l'homme d'aujourd'hui, agit comme une mère le fait avec son enfant. [C'est pourquoi] face à un monde désorienté qui a perdu le sens surnaturel de la vie, elle nous guide, en tant que mère et enseignante, nous rappelant ce que Jésus nous a dit [dans la Bible] et elle nous invite à écouter, accepter et annoncer ce que Jésus nous dit ».
Le diocèse de San Nicolás, sous la direction de Mgr Dominique Salvador Castagna a mis en place un portail où les messages sont classés par ordre chronologique et thématique,,,.

### Pèlerinages
Un grand pèlerinage est organisé mensuellement sur le sanctuaire depuis 1986. L'évêque du diocèse, Castagna, y a participé régulièrement, et ses successeurs ont poursuivi cette tradition. L'influence s'est étendue au-delà du diocèse et les pèlerins viennent de toute l'Argentine et même de l'étranger. Des milliers (parfois plusieurs centaines de milliers) de pèlerins suivent en procession la statue de la Vierge Marie, puis assistent à la messe sur le Campito, le lieu d’implantation du sanctuaire.
Le 25 septembre 1993, pour les 10 ans de la première apparition, le « grand pèlerinage mensuel » rassemble entre 200 et 250 000 pèlerins, venant du pays entier,. En 2014, ce ne sont pas moins de 500 000 pèlerins qui se sont rassemblés pour ce pèlerinage.
L'église orientale arménienne y organise également des pèlerinages, les Hospitaliers de ordre souverain militaire et hospitalier de Saint-Jean de Jérusalem, de Rhodes et de Malte s'y rendent également en délégation.